# C. S. Fond
Der Fall C. S. Fond ist eines der bekanntesten Beispiele für das „Tunneln“ von Unternehmen, also für einen illegalen Entzug von Firmenvermögen durch Transfers an befreundete oder nur zu diesem Zweck gegründete Unterfirmen während der Privatisierungsphase tschechischer Unternehmen.
Das zuvor intakte Beteiligungsunternehmen C. S. Fond wurde im Jahr 1997 binnen weniger Tage von seinen damaligen Eigentümern – der Firma Motoinvest des tschechischen Oligarchen Pavel Tykač – „getunnelt“, indem das gesamte Vermögen auf andere Firmen überwiesen wurde. Die Aktionäre von C. S. Fond wurden somit um insgesamt 1,23 Milliarden Kronen betrogen.

## Verlauf
Anfangs verkauften die Vertreter von Motoinvest praktisch das gesamte Vermögen des Unternehmens, um angeblich „Teilhaber in bar auszuzahlen“. Statt diese auszuzahlen, veräußerten sie jedoch das Recht zur Verwaltung des gesamten Fondsvermögens zu einem bis heute unbekannten Preis an die zypriotische Briefkastenfirma Austel Enterprises Ltd.
Von dieser ging das Eigentumsrecht auf die Prager Maklerfirma Crassus von Tomáš Roith über, die es schließlich am 3. März 1997 an die russische Firma KosMos Ltd. verkaufte.
Der Vorstand, das Management und die Anleger von C. S. Fond erfuhren von dieser Änderung bzw. vom Verkauf erst, nachdem ein Prager Notar am 3. März 1997 den neuen Eigentümer des Unternehmens bestätigte: die Moskauer Firma KosMos Ltd. Die Vertreter von KosMos Ltd., unter anderem der Geschäftsmann Nikolaj Trofimov, ließen im Rahmen der gleichen Notariatsurkunde drei tschechische Staatsbürger als neue satzungsmäßige Vertreter des Unternehmens eintragen. Einer davon, der damals 21-jährige Václav Franta aus Chrastava bei Liberec, erhielt die Zeichnungsbefugnis und Bevollmächtigung zur Durchführung von Transaktionen für die Gesellschaft.
Noch am selben Tag veranlasste Franta bei der Plzeňská banka die Überweisung des gesamten Vermögens des Unternehmens in Höhe von 1,23 Milliarden Kronen auf das Konto des Unternehmens Swirlglen Ltd. bei der Prager Bank Girocredit. Swirlglen nutzte das Vermögen zum Kauf von wertlosen Aktien der Geflügelfarm Drůbež Příšovice, die nicht öffentlich handelbar waren. Der Bank Girocredit erschienen die Transaktionen derart suspekt, dass sie sich an das Finanzministerium wandte. Deren finanzanalytische Abteilung, die die Berechtigung zur Aussetzung von Überweisungen besitzt, stoppte den Transfer und prüfte daraufhin den Fall. Nach einem Treffen zweier Vertreter der Firma Swirlglen mit dem zuständigen Abteilungsdirektor Jiří Kudlík wurde die Überweisung des Geldes ins Ausland am 11. März 1997 jedoch genehmigt. Am 12. März 1997 verschwand das gesamte Vermögen des Unternehmens auf Konten in der Schweiz, Liechtenstein, Gibraltar und den Vereinigten Staaten.

## Gerichtsprozess
Die Teilhaber des Unternehmens wollten sich mit dem Verlust des Geldes nicht abfinden und erhoben mehrere Schadenersatzklagen.
Ab Mitte 1999 wurde gegen die Geschäftsführer der Gesellschaft Crassus, Petr Müller und Jaromír Florián, ermittelt. Diese hatten durch mehrere Finanztransaktionen wertlose Aktien der Gesellschaft Drůbež Příšovice a.s. „kreiert“ und diese anschließend für mehr als eine Milliarde Kronen an KosMos. Ltd. verkauft.
Im Januar 2001 wurden vier an dem Milliardenbetrug beteiligte Männer vom Stadtgericht in Prag zu fünf bis zehn Jahren Haft verurteilt. Im September 2003 verwies das Obergericht in Prag den Fall allerdings wieder an das Stadtgericht zur Ergänzung der Beweisführung zurück, da das Stadtgericht als Beweis eine Vernehmung von Trofimov verwendet hatte, der die Verteidiger der Angeklagten nicht beiwohnen konnten.
Im März 2002 gewannen ehemalige Anleger des Unternehmens einen Prozess gegen die Plzeňská banka, welche die fragliche Transaktion als Einlagenverwahrer nicht hätte durchführen dürfen.
Ende Februar 2003 wurde ein weiteres wichtiges Urteil gefällt. Das Bezirksgericht Prag entschied, dass das Finanzministerium einem ehemaligen Teilhaber des Unternehmens – Zdeněk Řepka – 88.000 Kronen Schadenersatz sowie die Kosten des Gerichtsverfahrens erstatten musste. Das Urteil war für die übrigen Teilhaber eine gute Nachricht, da es der erste derartige Schadenersatzprozess war, den das Finanzministerium verlor.

### Pavel Tykač
Im Oktober 2007 beantragte die Polizei bei der Staatsanwaltschaft, auch Pavel Tykač für den Milliardenbetrug anzuklagen. Dieser Antrag wurde zunächst wegen angeblich mangelnder Beweise zurückgewiesen. Am 7. Januar 2013 entschied das Obergericht in Prag jedoch, den Fall erneut aufzurollen, nachdem im Jahr 2012 der Unternehmer František Chobot bekannt gab, Tykač beim Ausschlachten des Unternehmens geholfen zu haben.
Aufgrund der Zeugenaussage von Chobot beantragte die Staatsanwaltschaft eine Wiederaufnahme des Verfahrens gegen Tykač. Das Stadtgericht in Prag stellte fest, dass die Verfahrenseinstellung im Jahr 2007 im Licht der neuen Informationen voreilig gewesen war. Die Gerichte hatten bereits in der Vergangenheit für die Veruntreuung von Vermögenswerten gegen vier Personen Freiheitsstrafen von vier bis acht Jahren ohne Bewährung verhängt. Nach Auffassung des Stadtgerichts handelte es sich dabei aber lediglich um „Marionetten“, geführt von anderen – vornehmlich Tykač.